# Барбара Іден
Барбара Джин Морхед (*23 серпня 1931), відома як Барбара Іден — американська акторка, співачка та продюсерка, авторка мемуарів. Власниця продюсерської компанії MI-Bar Productions. Удостоєна зірки на Голлівудській алеї слави за внесок у телебачення. 
Грала головну роль у ситкомі «Я мрію про Джині» (1965—1970). Серед інших її ролей були Рослін Пірс разом з Елвісом Преслі у фільмі «Палаюча зірка» (1960), лейтенантка Кеті Коннорс у фільмі «Подорож на дно моря» (1961) і самотня овдовіла мати Стелла Джонсон у фільмі «Harper Valley PTA» (1978) і в однойменному телесеріалі. 
Барбара Іден почала співати в гуртах ще в підлітковому віці, вивчала спів і акторську майстерність. У 1955 році вона почала кар'єру на телебаченні, з'являючись на шоу Джонні Карсона і в різних інших серіалах, зокрема «Закон Берка». До 1957 року знімалася в комедійному серіалі «Як пошлюбити мільйонера». Також почала зніматися в спектаклях і фільмах. Студія 20th Century Fox дала їй контракт, і в 1959 році вона отримала першу велику роль у кіно у фільмі «Справа рядового», а наступного року — у фільмі «Палаюча зірка». Потім було ще кілька ролей, поки не залишила студію Fox у 1963 році.
Після фільму «Я мрію про Джині» Іден з'являвся в основному в драматичних ролях, наприклад, у фільмі «Стоунстріт: Хто вбив центральну модель?» (1977). Вона також використовувала свої таланти в музичних комедійних турах і телевізійних трансляціях Kismet, випустила альбом, з'явилася на естрадних телевізійних шоу і шоу USO, а також була хедлайнеркою виступів у Лас-Вегасі. Вона також з'явилася в кількох п'єсах поспіль. У 1978 році вона знялася в комедійному фільмі «Harper Valley PTA», а потім в однойменному телесеріалі в 1981 році. Кілька разів грала разом з Хагманом, в тому числі в п'яти епізодах фінального сезону «Далласа» і п'єсі «Любовні листи». Барбара Іден продовжувала виступати до 90 років.

## Ранні роки
Барбара Іден народилася 23 серпня 1931 року в Тусоні, штат Аризона, в родині Еліс Мері (до шлюбу Франклін) і Г'юберта Генрі Морхеда. Вона є нащадкою Бенджаміна Франкліна. Після розлучення батьків разом з матір'ю переїхала до Сан-Франциско, де її мати одружилася з Гаррісоном Коннором Гаффманом. Барбара виросла в районі Сан-Франциско Парксайд.
Велика депресія глибоко вплинула на сім'ю, оскільки вони не могли дозволити собі багато предметів розкоші, мати розважала дітей співом. Іден згадує, що у неї була «дуже музична сім'я».
Першим публічним виступом Барбари Іден був спів у церковному хорі, де вона виконувала соло. У підлітковому віці вона співала в місцевих гуртах (один очолював Говард Фредерікс, інший — Фредді Мартін) за 10 доларів за ніч у нічних клубах. У 16 років стала членкинею Actor's Equity і навчалася співу з викладачкою вокалу Пауліною Джованіні в Музичній консерваторії Сан-Франциско та акторській майстерності в Театральній школі Елізабет Голловей. Закінчила середню школу Авраама Лінкольна в Сан-Франциско навесні 1949 року і один рік вивчала театр у Міському коледжі Сан-Франциско. Як Барбара Гаффман була обрана Міс Сан-Франциско в 1951 році, а також брала участь у конкурсі Міс Каліфорнія .

## На телебаченні та в кіно
Барбара Іден з'являлася і в таких шоу, як «Історія Вест-Пойнта», «Дорожній патруль», «Особистий секретар», «Я люблю Люсі», «Мільйонер», «Мішень: Корупціонери!», «Перехрестя», «Перрі Мейсон», «Gunsmoke», «Груднева наречена», «Батько-холостяк», «Батько знає краще», «Пригоди в раю», «Шоу Енді Гріффіта», «Сотня Каїна», «Святі та грішники», «Вірджинець», «Люди Слеттері», «Розбійники» та фінал серіалу «Траса 66». Вона знялася в чотирьох епізодах серіалу «Закон Берка», щоразу граючи різні ролі. Вона була статисткою в фільмі «Заплямовані ангели» з Роком Гадсоном у партнерстві зі студією 20th Century Fox. Потім знялася в комедійному серіалі «Як пошлюбити мільйонера». Серіал заснований на однойменному фільмі 1953 року.
Кінорежисер Марк Робсон звернув увагу на гру Іден у виставі з Джеймсом Друрі і хотів, щоб вона працювала на студії 20th Century Fox. Її екранною пробою була роль Джоан Вудворд у фільмі «Без початкового внеску» (1957). Хоча роль їй не дісталася, студія дала Іден контракт. У неї були другорядні ролі у фільмах «Порятунок за 43 000», «Чи зіпсує успіх Rock Hunter?» і Норовлива дівчина, а потім акторка отримала головну жіночу роль у фільмах, зігравши з Гері Кросбі, Баррі Коу та Сал Мінео у «Приватній справі». Вона виконала одну з головних ролей у фільмі «Палаюча зірка» (1960) з Елвісом Преслі.
У наступному році зіграла другорядну роль лейтенантки Кеті Коннорс у фільмі Ірвіна Аллена «Подорож на дно моря». Знялася у фільмі «Дивовижний світ братів Грімм» режисера Джорджа Пала для MGM та ще в одній постановці Ірвіна Аллена для 20th Century Fox, «П'ять тижнів на повітряній кулі» (1962). Виконала головну жіночу роль у комедії Fox 1962 року «Swingin' Along» з Томмі Нунаном і Пітером Маршаллом у головних ролях. Вона пройшла проби з Енді Вільямсом для фільму 20th Century Fox «Ярмарок штату», але не отримала роль.  
Останнім фільмом Барбари Іден для 20th Century Fox став «Жовта канарейка» (1963). Вона покинула Fox і почала зніматися в телевізійних шоу і у фільмах для MGM, Universal і Columbia. Протягом наступних кількох років вона грала другорядні ролі, включаючи «Латунну пляшку» та «7 облич доктора Лао».

### Я мрію про Джинні
У 1965 році продюсер Сідні Шелдон підписав Іден на головну роль у його майбутньому фантастичному ситкомі «Я мрію про Джинні» для NBC. Після того, як різні брюнетки-зірки та королеви краси безуспішно пробувалися на роль, до Іден звернувся Шелдон, який бачив її у фільмі «Мідна пляшка» та отримав численні рекомендації для неї від різних колег. Іден зіграла Джінні, прекрасного джина, яка звільнена з її пляшки астронавтом Ентоні Нельсоном, якого зіграв Ларрі Гегмен. Іден грала цю роль протягом п'яти років і 139 епізодів. 

## Мюзикли і подальша кар'єра
Барбара Іден знялася в таких музичних комедіях, як «Nite Club Confidential» (роль Кей Гудман, 1996), «Звуки музики», «Енні, дістань свій пістолет», «Південна частина Тихого океану» з Робертом Гуле, «Гра в піжаму» з Джоном Рейттом і «Джентльмени віддають перевагу блондинкам» в ролі Лорелей Лі. Вона зіграла Лалун у телевізійній адаптації Кісмет (1967). Була музичною запрошеною зіркою в багатьох естрадних телевізійних шоу, включаючи 21 спеціальний випуск Боба Гоупа, Шоу Керол Бернетт, Шоу Джонатана Вінтерса, Шоу Джеррі Льюїса, Це Том Джонс, Тоні Орландо і Дон, а також Донні і Марі. У 1967 році Іден випустила альбом під назвою «Miss Barbara Eden» на лейблі Dot Records. Вона також тривалий час була гедлайнеркою в Лас-Вегасі.
Після Джінні Барбара Іден знялася в невипущеному пілотному фільмі «Шоу Барбари Іден» та в іншому пілотному фільмі «Гра в іграшки». Хоча вона найбільш відома завдяки комедіям, більшість із цих фільмів були драмами. У 1974 році зіграла у The Stranger Within. Пізніше зіграла в телевізійному фільмі Stonestreet: Who Killed the Centerfold Model? (1977). Барбара Іден виконала головну роль і була співпродюсеркою разом із власною продюсерською компанією (MI-Bar Productions) романтичної комедії NBC-TV «Таємне життя Кеті МакКормік» (1988). Вона також зіграла головну роль і продюсувала романтичний комедійний телевізійний фільм «Протилежності притягуються» (1990).
Після Джині, Іден знялася в пілотному фільмі «Шоу Барбари Іден»[ і ще одному пілоті, «Гра в іграшки». Її перший телевізійний фільм називався «Феміністка і пухнастик». Хоча вона найбільш відома завдяки комедіям, більшість цих фільмів були драмами, як, наприклад, коли вона знялася разом зі своїм партнером по Джині Ларрі Хагманом у фільмі «Виття в лісі» (1971). У фільмі «Незнайомець всередині» (1974) Іден зіграла домогосподарку Енн Коллінз, жінку, запліднену інопланетянами. Пізніше Іден зіграла поліцейську, яка стала приватним детективом, яка розслідує зникнення зниклої спадкоємиці, у визнаному критиками телефільмі «Стоунстріт: Хто вбив модель Центрфолд?» (1977). Вона знялася і була співпродюсером романтичної комедії NBC-TV «Таємне життя Кеті Маккормік» (1988). Вона також знялася і спродюсувала романтичний комедійний телефільм «Протилежності притягуються» (1990) з Джоном Форсайтом у головній ролі. 
У 1978 році Іден знялася в художньому фільмі «Harper Valley PTA», заснованому на популярній кантрі пісні. Це призвело до появи однойменного телесеріалу в 1981 році. І у фільмі, і в серіалі Іден втілила головну героїню Стеллу Джонсон. Це була комедійна версія «Пейтон Плейс», де Енн Франсін зіграла багату лиходійку Флору Сімпсон Рейлі.  В одному епізоді Стелла була одягнена в синьо-золотий костюм джина, а в іншому вона зіграла і Стеллу, і її двоюрідну сестру Деллу Сміт (схожу на злу персонажку - близнючку Джині). Він дебютував 16 січня 1981 року, вигравши 11 з 13 часових слотів протягом першого сезону. Він був перейменований просто на Harper Valley, коли розпочав другий сезон 29 жовтня 1981 року. У цей час Барбара Іден також стала прессекретаркою колготок L'eggs і з'явилася в серії друкованих рекламних роликів і телевізійних рекламних роликів бренду з 1979 по 1983 рік.
У 1990 році Іден зіграла повторювану роль мільярдерки, яка прагне помститися Джей Р. Юінг у п'яти епізодах останнього сезону «Далласа», як захоплююча персонажка ЛіЕнн де ла Вега, возз'єднавши її з Хагманом. У своєму останньому епізоді героїня розповідає, що її дошлюбне прізвище Нельсон (виробничий прикол, оскільки «Нельсон» було прізвищем персонажа Хагмана та шлюбним прізвищем персонажки Іден у фільмі «Я мрію про Джині»). У 1991 році вона знялася в п'єсі «Той же час, наступний рік» з Вейном Роджерсом, і повторила роль Джині в телевізійному фільмі тижня. У 1993 році вона знялася в національному турі 11 містами п'єси «Останній з гарячих коханців» з Доном Ноттсом. 
З 2000 по 2004 рік Іден знімалася в національній гастрольній постановці п'єси «Дивна пара: Жіноча версія», граючи роль Флоренс Унгер разом з Ритою Маккензі в ролі Олів Медісон. У березні 2006 року Іден возз'єдналася зі своїм колишнім партнером Ларрі Хагманом для рекламного туру в Нью-Йорку для просування DVD першого сезону «Я мрію про Джині». Вони з'являлися разом у Good Morning America, The View, Access Hollywood, Entertainment Tonight, Martha та Showbiz Tonight, серед інших шоу.
У березні 2006 року Іден знову возз'єдналася з Хагманом, цього разу на сцені в Нью-Йорку для Love Letters в Коледжі Стейтен-Айленда та у Військовій академії США у Вест-Пойнті, штат Нью-Йорк. Це був перший візит Іден у відповідь до академії після того, як вона з'явилася в 1956 році в телевізійних програмах Ziv, The West Point Story. Того ж року Іден також знялася у фільмі «Любовні листи» з Гелом Лінденом і зіграла головну роль у серіалі Lifetime «Армійські дружини». У жовтні 2009 року вона знялася в телефільмі «Завжди і назавжди» на каналі Hallmark.
У травні 2013 року Барбара Іден з'явилася з колишнім президентом США Біллом Клінтоном, Елтоном Джоном і Фергі на церемонії відкриття 21-го балу життя у Відні, де Іден одягла свій знаменитий костюм гарему Джині. Після цього вона була залученаа у фільмі «Одна пісня», знятому в Ексельсіорі, штат Міннесота. 
Барбара Іден також озвучила анімаційний дитячий телесеріал «Мерехтіння та сяйво».

## Особисте життя
Барбара Іден написала мемуари Jeannie Out of the Bottle, опубліковані 5 квітня 2011 року Crown Archetype, підрозділом Random House. Вони дебютували під номером 14 у списку бестселерів The New York Times . Книга розповідає про особисте життя та голлівудську кар’єру Іден протягом понад 50 років і містить інтимні подробиці про її раннє дитинство, зростання популярності в підлітковому віці та на початку 1920-х, її колег протягом багатьох років і її роботу, що призвела до створення фільму «Я мрію про Джині». Мемуари розповідають про її шлюби з Майклом Ансарою (1958-1974), Чарльзом Фегертом (1977-1982) та Джоном Ейхольцом (1991 – дотепер), а також її «емоційний зрив» після смерті її сина Метью Ансари в 2001 році від передозування наркотиками.
У 2023 році Барбара Іден відсвяткувала свій 92-й день народження і сказала: «Моє життя дуже зосереджене навколо моєї сім’ї, мого будинку, мого чоловіка, моєї собаки Бентлі та моїх друзів».

## Вшанування
17 листопада 1988 року Барбара Іден удостоєна зірки на Голлівудській алеї слави за внесок у телебачення. 
У 1990 юридичний факультет Університету Західного Лос-Анджелеса надав Барбарі Іден ступінь почесної докторки права.